# Аль-Мутаффифин
Аль-Мутаффифи́н (араб. المطففين — Обвешивающие) — восемьдесят третья сура Корана. Сура мекканская.  Состоит из 36 аятов.

## Содержание
В суре говорится, что отношения между людьми в торговле основаны на том, что люди обычно полностью удовлетворяют только свои права. В суре содержится угроза подобным людям о наступлении Дня Воскресения и указано, что их деяния будут записаны в Книге, которую смеет отрицать только преступный грешник, отделённый завесой от своего Господа.
Потом речь в аятах идёт о праведниках. В конце сура успокаивает верующих тем, что в День Воскресения восторжествует справедливость, и они будут в Раю возлежать на ложах и смотреть на неверных, насмехаясь над ними.

Горе обвешивающим, ۝ которые требуют дать им сполна, когда люди отмеривают им, ۝ а когда сами мерят или взвешивают для других, то наносят им урон. ۝ Разве не думают они, что будут воскрешены ۝ в Великий день — ۝ в тот день, когда люди предстанут перед Господом миров? ۝ Но нет! Книга грешников находится в Сиджжине. ۝ Откуда ты мог знать, что такое Сиджжин? ۝ Это — книга начертанная, в которой записаны все злодеяния дьяволов, неверующих и грешников (или скала под седьмой землёй, под которой находится начертанная книга с деяниями грешников). ۝ Горе в тот день тем, кто считает истину ложью, кто считает ложью День воздаяния! ۝ Его считает ложью только преступник и грешник. ۝ Когда ему читают Наши аяты, он говорит: «Это — легенды древних народов!». ۝ Но нет! Напротив, их сердца окутаны тем, что они приобрели. ۝ Но нет! В тот день они будут отделены от своего Господа завесой (не увидят Аллаха), ۝ а потом они попадут в Ад, ۝ после чего им скажут: «Вот то, что вы считали ложью». Но нет! Книга благочестивых окажется в Иллийюне. ۝ Откуда ты мог знать, что такое Иллийюн? ۝ Это — книга начертанная, в которой записаны все добрые деяния праведников (или верховья Рая, где находится начертанная книга с деяниями праведников). ۝ Её видят (или о ней будут свидетельствовать) приближённые. ۝ Воистину, благочестивые окажутся в блаженстве ۝ и будут на ложах созерцать райские блага. ۝ На их лицах ты увидишь блеск благоденствия. ۝ Их будут поить выдержанным запечатанным вином, ۝ а печатью его будет мускус (оно запечатано мускусом или же последний глоток его будет иметь привкус мускуса). Пусть же ради этого состязаются состязающиеся! ۝ Оно смешано с напитком из Таснима — ۝ источника, из которого пьют приближённые. ۝ Грешники смеялись над теми, которые уверовали. ۝ Проходя мимо них, они подмигивали друг другу, ۝ возвращаясь к своим семьям, они возвращались радостными, ۝ а при виде их они говорили: «Воистину, эти впали в заблуждение». ۝ А ведь они не были посланы к ним хранителями. ۝ В тот день верующие будут смеяться над неверующими ۝ и на ложах созерцать райские блага и то ужасное положение, в котором окажутся грешники. ۝ Разве неверующие не получат воздаяние за то, что они совершали?
—  83:1—36 (Кулиев)